# Noir (televisione)
Il noir televisivo è una tendenza del genere giallo in televisione, influenzata dal romanzo nero e dal film noir. Fin dai primi decenni della storia della televisione, serie americane di genere poliziesco come Dragnet (ABC, 1951-1959) e Il fuggiasco (ABC, 1963-1967) adottarono stilemi e tematiche del noir letterario e cinematografico. Questa tendenza, legata ad una progressiva "noirizzazione" delle narrazioni popolari in tutti i media, si è andata intensificando negli ultimi decenni, diventando secondo critici e studiosi una caratteristica della serialità televisiva contemporanea. In particolare, si parla di noir o neo-noir in relazione a serie come Miami Vice (NBC, 1984-1989), I segreti di Twin Peaks (ABC, 1990-1991), I Soprano (HBO, 1999-2007), Veronica Mars (UPN, The CW, Hulu, 2004-2019), The Killing (DR1, 2007-2012; AMC e Netflix, 2011-2014), Breaking Bad (AMC, 2008-2013), True Detective (HBO, 2013-in produzione) e Babylon Berlin (Sky, 2017-in produzione).

## Dal noir al neo-noir
Secondo studiosi come Jason Mittell, Allen Glover, Steven Sander e Aeon J. Skoble fin dagli anni Quaranta si possono identificare elementi del genere noir in varie serie televisive americane. Glover individua l'influenza del film noir e neo-noir non soltanto nei polizieschi Dragnet, Il tenente Ballinger (NBC, 1957-1960), Indirizzo permanente (ABC, 1958-1964), Staccato (ABC, 1959-1960), Kolchak - The Night Stalker (ABC, 1974-1975) o Harry O (ABC, 1974-1975), ma anche nel fantastico Ai confini della realtà (CBS, 1959-1964), nel western Cavaliere Solitario (CBS, 1965-1966) e nel fantascientifico Gli invasori (ABC, 1967-1968). Per la produzione inglese Glover indica le serie Gioco pericoloso (ITV, 1960-1968) e Il prigioniero (ITV, 1967-1968).
L'influenza del neo-noir sulla televisione contemporanea diventa sempre più evidente a partire dagli anni Ottanta e Novanta, quando serie come Miami Vice e Twin Peaks cominciano a rielaborare il genere poliziesco sia dal punto di vista narrativo che dal punto di vista stilistico. Il ruolo centrale di registi cinematografici come Michael Mann e David Lynch nella realizzazione delle due serie citate dimostra l'influenza diretta del cinema neo-noir, come sottolineato dagli studiosi. In questo contesto, si è discusso anche del fenomeno del "sunshine noir", riferito in particolare al successo e all'impatto di Miami Vice sulla serialità televisiva di questo periodo.
A partire dalla fine degli anni Novanta, molte delle principali serie della cosiddetta quality television o complex television possono essere inserite nel genere neo-noir.. Da I Sopranos a The Fall (BBC, 2013-2016), da Breaking Bad a True Detective, queste serie riprendono esplicitamente temi e a stilemi di film come Il padrino (Francis Ford Coppola, 1972), Quei bravi ragazzi (Martin Scorsese, 1990), Pulp Fiction (Quentin Tarantino, 1994) o Fargo (Joel e Ethan Coen, 1996). La serie Veronica Mars è stata spesso analizzata come esempio di neo-noir televisivo. Secondo la studiosa Lindsay Steenberg, serie televisive come The Fall indicano il legame fra la "noirizzazione" e lo sforzo di questa produzione di legittimarsi dal punto di vista estetico e culturale, presentandosi come una forma d'arte.

## Ilprocedural noirtelevisivo
L’etichetta di “procedural nero” può essere utilizzata per indicare l'incontro tra l'atmosfera e lo stile del noir e le trame e le strutture del police procedural, impostosi come uno dei sottogeneri del giallo più adatti al panorama mediale contemporaneo anche grazie al suo formato solitamente episodico, tipico delle narrazioni poliziesche in ambito televisivo. Nel suo saggio dedicato al procedural nero, Massimo Locatelli afferma che “il noir e il procedural nascono gemelli, avvinghiati in un corpo a corpo di stati emotivi distanti ma necessari entrambi alla fenomenologia del consumo culturale, fondamentali nella funzionalità complessiva della serialità”. Locatelli sostiene infatti che il procedural televisivo che prende forma negli anni '50 trae ispirazione, proprio come il noir, dalle narrazioni criminali ed investigative che raggiunsero il successo nella radio e nella serialità letteraria e cinematografica degli anni ’30 e ’40, sottolineando inoltre come il suo profondo impatto culturale possa essere ricondotto in particolare alla ripresa di tematiche e stilemi proposti dal noir postbellico.

### Dragnet, ilproceduralnero dalla radio alla televisione
Secondo gli studiosi, se molte serie TV poliziesche contemporanee sono riconducibili al procedural nero lo dobbiamo a un radiodramma che diede origine a quella che viene considerata la prima grande serie poliziesca televisiva statunitense: Dragnet (ABC, 1951-1959). Per creare Dragnet, il produttore Jack Webb prese spunto dal fim di Alfred Werker Egli camminava nella notte (He Walked by Night, 1948), un thriller dalle tinte noir. Il primo episodio della serie andò in onda nel 1951. Si trattava di un adattamento dell’episodio radiofonico più popolare, intitolato “La bomba umana”, ricordato dalla critica soprattutto per la sua suspense crescente che rappresentava un elemento innovativo per la narrazione televisiva dell’epoca. Dragnet si caratterizzerà, tra l’altro, anche per l’utilizzo di un tema musicale tipicamente noir, già utilizzato per il classico film di Robert Siodmak I gangsters (The Killers, 1946).

## Il noir televisivo in Europa
Negli ultimi anni si assiste ad una proliferazione di serie televisive europee associabili in diversa misura al filone del noir. Questo è evidente nel caso del cosiddetto Nordic Noir, che è diventato un fenomeno molto influente nella serialità televisiva contemporanea, e nella cultura popolare in generale, non soltanto europea.. La stessa tendenza si fa sempre più marcata anche nel caso del crime italiano, come dimostrano Romanzo criminale (Sky, 2008-2010), Gomorra (Sky, 2014-in produzione), Suburra (Netflix, 2017-2020), Zero zero zero (Sky, 2020), Petra (Sky, 2020), L'alligatore (Rai, 2020) e molte altre, tutte tratte da opere letterarie ascrivibili al genere noir. Il noir italiano si collega a volte al modello del noir mediterraneo, teorizzato da scrittori come Jean-Claude Izzo e Massimo Carlotto (autore dei romanzi de L'alligatore). In questo contesto si possono collocare serie poliziesche di grande successo come Il commissario Montalbano (Rai, 1999-in produzione) e Imma Tataranni (Rai, 2019-in produzione). Per comprendere tutti questi diversi fenomeni, alcuni critici e studiosi hanno cominciato ad utilizzare l'etichetta "Euro Noir".